# Chiesa di San Romedio (Giovo)
La chiesa di San Romedio è una chiesa sussidiaria a Valternigo, frazione di Giovo in Trentino. Risale al XIX secolo.

## Storia
Attorno al 1787 a Valternigo fu costruito un oratorio privato che appartenne alla famiglia Pomarolli e che rimase aperto sino al 1896. Esattamente negli anni durante i quali questo luogo di culto fu utilizzato si pensò anche alla costruzione di un secondo oratorio, ma pubblico. L'idea prospettata dalle autorità che prevedeva la demolizione della storica chiesa di San Floriano per poterne recuperare il materiale da costruzione da utilizzare per il nuovo edificio fu tuttavia giudicata non accettabile e quindi per circa un secolo tale progetto rimase sulla carta.
Fu solo in seguito, quando una grave epidemia di colera colpì anche Valternigo, che l'idea venne ripresa, e questo avvenne diversi anni dopo la morte di 18 persone avvenuta nel 1855 a causa del contagio. I morti in quel momento vennero sepolti in campagna, non in un cimitero, e nelle vicinanze del luogo fu posta una pietra con una scritta incisa in memoria di queste persone: "Eterna pace ai 18 vicini di Valternigo i quali entro il mese di agosto 1855 morirono di cholera. Riposino in pace".

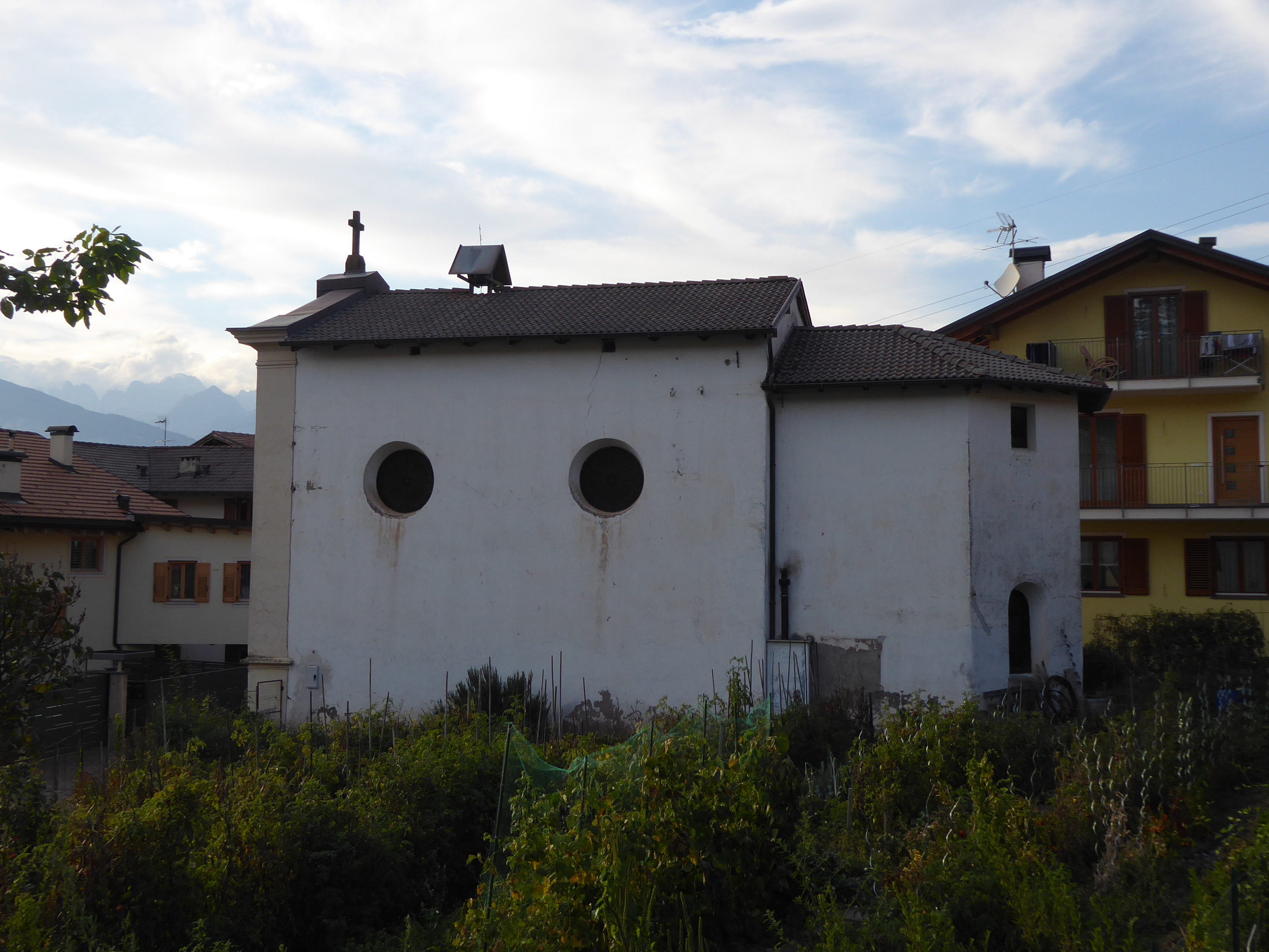
Prospetto laterale destro della chiesa di San Romedio con le finestre rotonde. Visibili il piccolo campanile sul tetto e l'abside.

La motivazione che spinse la comunità alla costruzione fu quindi il desiderio di onorare un ex voto espresso vari anni prima e nel 1893, su progetto di Quintilio Brugnara, venne aperto il cantiere. La prima pietra fu posta il 24 aprile del 1894 e all'inizio si pensò di costruire anche la sagrestia per la nuova piccola chiesa, cosa che poi non venne realizzata. Quando il tempio fu ultimato e benedetto, nel 1896, l'antico oratorio privato fu abbandonato.
La scelta della dedicazione fu diversa rispetto a quella del primo oratorio e la consacrazione per san Romedio fu celebrata il 15 gennaio, festa dell'eremita noneso titolare.
Durante gli anni quaranta, subito dopo il secondo conflitto mondiale, alcuni reduci dalla guerra rinnovarono l'impianto elettrico e circa quindici anni dopo l'edificio fu oggetto di lavori di restauro per arricchirne le decorazioni.
Negli anni ottanta quando fu rivista la copertura del tetto, venne ritinteggiato il prospetto principale e il piccolo campanile sul tetto dell'edificio fu rifatto.
Nel 1996, in occasione del centenario, venne ritinteggiato l'esterno e l'interno, vennero acquistati nuovi banchi e realizzato l'impianto di riscaldamento. A ricordo del centenario c'è una targa in pietra sul muro esterno 

## Descrizione
Il piccolo tempio si trova nel centro abitato di Valternigo con orientamento verso sud ovest. 
Il prospetto principale si presenta semplice, a capanna con due spioventi uniti al centro da un elemento rialzato che regge la croce. Ai lati due lesene. Il portale è con arco a tutto sesto e al centro della facciata si trova un grande oculo di dimensioni paragonabili alle due coppie di finestre rotonde poste su entrambe le facciate laterali.
La navata all'interno è unica, con volta a botte. Nella sala, vicine al presbiterio, si trovano due piccole nicchie simmetriche e di uguali dimensioni.